# Eva Kislingerová
Eva Kislingerová (* 2. června 1950 Praha) je česká profesorka ekonomie, vysokoškolská pedagožka a politička, v letech 2014 až 2018 zastupitelka a náměstkyně primátorky hlavního města Prahy pro finance a rozpočet, nestranička za hnutí ANO 2011 a neúspěšná kandidátka do Senátu PČR za Prahu 10 v senátních volbách 2016.

## Vzdělání a praxe
Po studiích na střední škole pracovala v letech 1970 až 1976 na odboru obchodní politiky národního podniku Benzina a v letech 1976 až 1982 na útvaru rozborů a statistiky Generálního ředitelství pivovarů a sladoven.
V roce 1982 absolvovala Fakultu výrobně-ekonomickou Vysoké školy ekonomické v Praze (získala tak titul Ing.). Následně v letech 1982 až 1991 působila jako vědecká pracovnice ve Výzkumném ústavu strojírenské technologie a ekonomiky. V roce 1989 získala na VŠE v Praze titul kandidáta věd (CSc.). V roce 2005 absolvovala program celoživotního vzdělávání Univerzity Palackého v Olomouci.

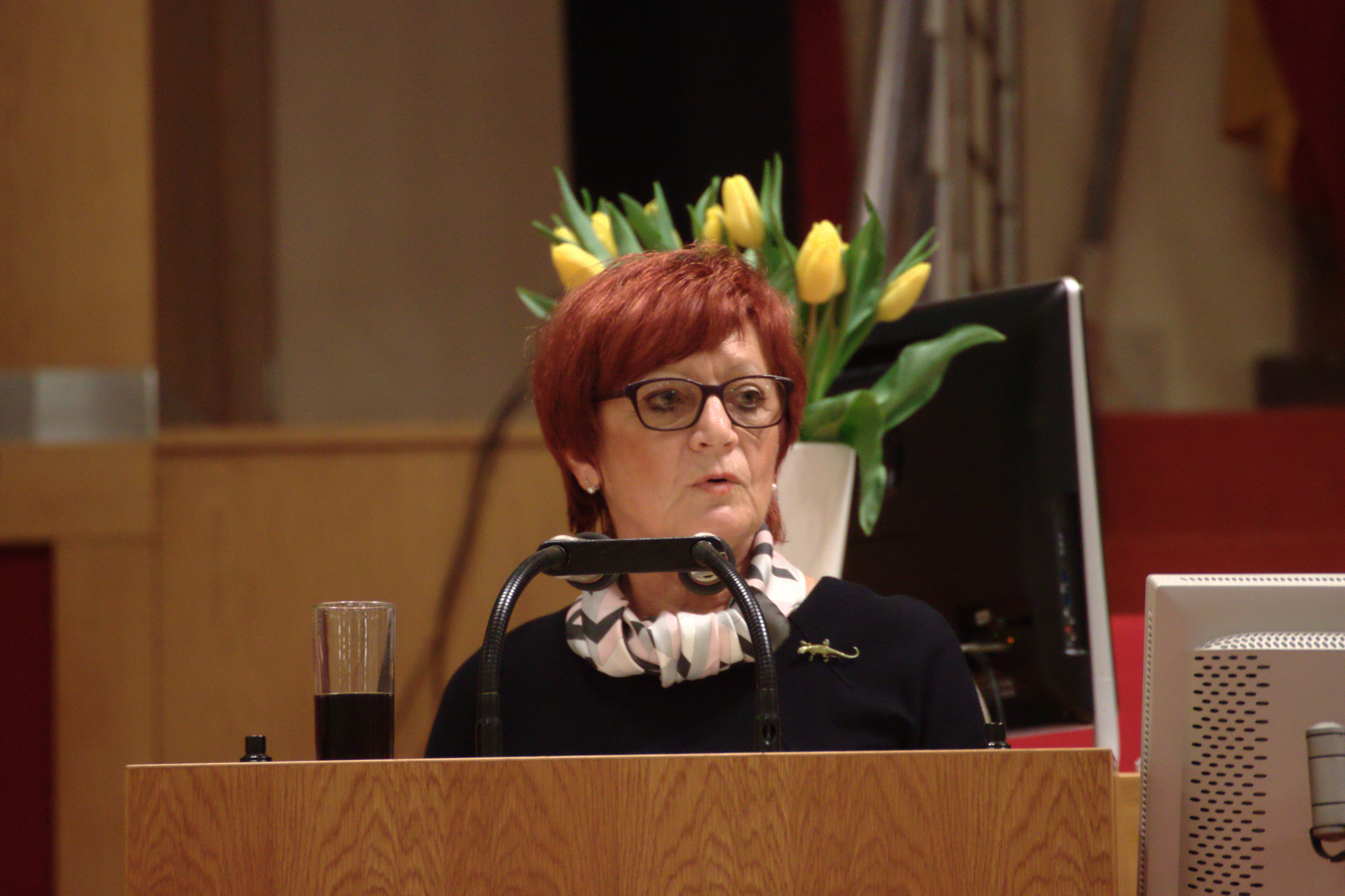
Eva Kislingerová během zasedání zastupitelstva, 2015

### Vysoká škola ekonomická (VŠE)
Roku 1991 nastoupila jako odborná asistentka na Katedru podnikové ekonomiky VŠE v Praze, roku 1994 zde byla jmenována docentkou a v roce 2002 byla jmenována prezidentem republiky profesorkou v oboru podniková ekonomika a management. Mezi roky 2003 a 2014 také Katedru podnikové ekonomiky vedla, dále byla členkou vědecké rady a proděkankou pro provoz a rozvoj Fakulty podnikohospodářské VŠE. V současnosti působí na Katedře strategie Fakulty podnikohospodářské VŠE, do níž se Katedra podnikové ekonomiky transformovala.
Předmětem výzkumu jsou témata hodnoty podniku, měření a řízení, manažerské finance, restrukturalizace a insolvence. Od března 2019 také pracuje na Ekonomické fakultě Jihočeské univerzity v Českých Budějovicích. Přednáší předměty Manažerská ekonomika a Oceňování podniku. Mimo to ja aktivně zapojena do výzkumu na fakultě v rámci projektu TA ČR Systém prevence kurzového rizika a zabývá se rovněž oběhovým hospodářstvím.

### Profesní zaměření a členství ve statutárních orgánech
V 90. letech 20. století byla členkou statutárních orgánů několika společností: členka představenstva akciové společnosti Evrobanka (1991–1993), předsedkyně představenstva akciové společnosti TENEZ Chotěboř (1993–1997), členka a předsedkyně představenstva akciové společnosti BSH Holice a.s. (1997–1998). Působila také v dozorčích radách firem Agrostroj Pelhřimov (1993), L E A S A K (1993–1996), Investiční společnost EVBAK (1994–1998), MLÝNY ČERČANY (1995–1996), Galvanovna (1996–1997), 1. Malostranská leasingová (1996–1998) a První Malostranská (1996–1998).  Od roku 2015 doposud je místopředsedkyní dozorčí rady Obecního domu.

### Členství ve vědeckých a oborových radách
V současné době je členkou ve vědeckých radách Národohospodářské fakulty Vysoké školy ekonomické v Praze, Ekonomické fakulty Jihočeské univerzity v Českých Budějovicích, Ekonomické fakulty Vysoké školy báňské TU Ostrava. Působila jako členka vědecké rady Fakulty ekonomické Západočeské univerzity v Plzni.
Dále jsem členkou oborových rad (obor podniková ekonomika a management), Ekonomicko-správní fakulty a Fakulty ekonómie a podnikania Panevropské univerzity v Bratislavě, Ekonomické fakultě Jihočeské univerzity v Českých Budějovicích.
Jako expertka spolupracuje s Grantovou agenturou ČR a slovenským ministerstvem školství. Je také členkou několika redakčních rad odborných časopisů (Politická ekonomie, Ekonomika a management, Journal of Competitiveness, Financial Assets and Investing).

### Publikační činnost
Díky své rozsáhlé vědecko-výzkumné činnosti a vyučování na VŠE a dalších vysokých školách je autorkou mnoha publikací, mezi které patří monografie, sborníky a odborné články v domácích a zahraničních časopisech. V současné době je v databázi publikačních titulů uvedeno 466 záznamů, z toho 17 monografií.

## Život a rodina
Narodila se a žije v Praze – pochází z Hlubočep a má dva mladší sourozence. Nyní žije na Vinohradech. Je vdaná, má jednoho syna a dvě vnoučata.

## Politické působení

### Magistrát hlavního města Prahy
V komunálních volbách v roce 2014 byla zvolena jako nezávislá za hnutí ANO 2011 zastupitelkou hlavního města Prahy (na kandidátce figurovala na druhém místě; kandidovala i do Zastupitelstva městské části Praha 2). Následně se stala členkou Výboru pro kulturu, památkovou péči, výstavnictví, cestovní ruch a zahraniční vztahy.
V listopadu 2014 se stala první náměstkyní pražské primátorky pro finance a rozpočet.

### Členství v radách
- členka Zastupitelstva hlavní města Prahy za hnutí ANO (11. 10. 2014 – 11. 10. 2018)
- členka Výboru pro kulturu, památkovou péči, výstavnictví, cestovní ruch a zahraniční vztahy ZHMP
- členka Komise Rady hl. m. Prahy – Řídící rada nového společného IDS Prahy a Středočeského kraje
- členka Komise Rady hl. m. Prahy pro fond Rozvoje sociálního bydlení na území hl. m. Prahy
- členka Komise Rady HMP pro posuzování uchazečů o jmenování do funkce ředitele/ředitelky příspěvkové organizace Botanická zahrada hl. m. Prahy.

V komunálních volbách v roce 2018 měla obhajovat za hnutí ANO 2011 post zastupitelky hlavního města Prahy. Na základě rozhodnutí vedení hnutí však byla z kandidátky vyškrtnuta. Kandidovala ale jako nestranička za hnutí ANO 2011 do Zastupitelstva městské části Praha 2, neuspěla však.
V současné době pracuje jako předsedkyně Finanční komise na Praze 2.
Aktuálně pracuje jako vedoucí Katedry aplikované ekonomie a ekonomiky na Ekonomické fakultě Jihočeské univerzity v Českých Budějovicích.

### Kandidatury do Senátu
Ve volbách do Senátu PČR v roce 2016 kandidovala jako nestranička za hnutí ANO 2011 v obvodu č. 22 – Praha 10. Se ziskem 15,12 % hlasů skončila na 3. místě a do druhého kola nepostoupila.
Ve volbách do Senátu PČR v roce 2024 kandidovala jako nestranička za hnutí ANO v obvodu č. 26 – Praha 2. Se ziskem 18,00 % hlasů skončila na 4. místě, a senátorkou se tak nestala.

### Poslanecká sněmovna
Ve sněmovních volbách v roce 2025 kandiduje na 20. místě kandidátní listiny hnutí ANO v Praze.